# Mithapukur
Mithapukur (en bengali : মিঠাপুকুর) est une upazila du Bangladesh dans le district de Rangpur. En 1991, on y dénombrait 508 133 habitants.